# Janusz Stanny

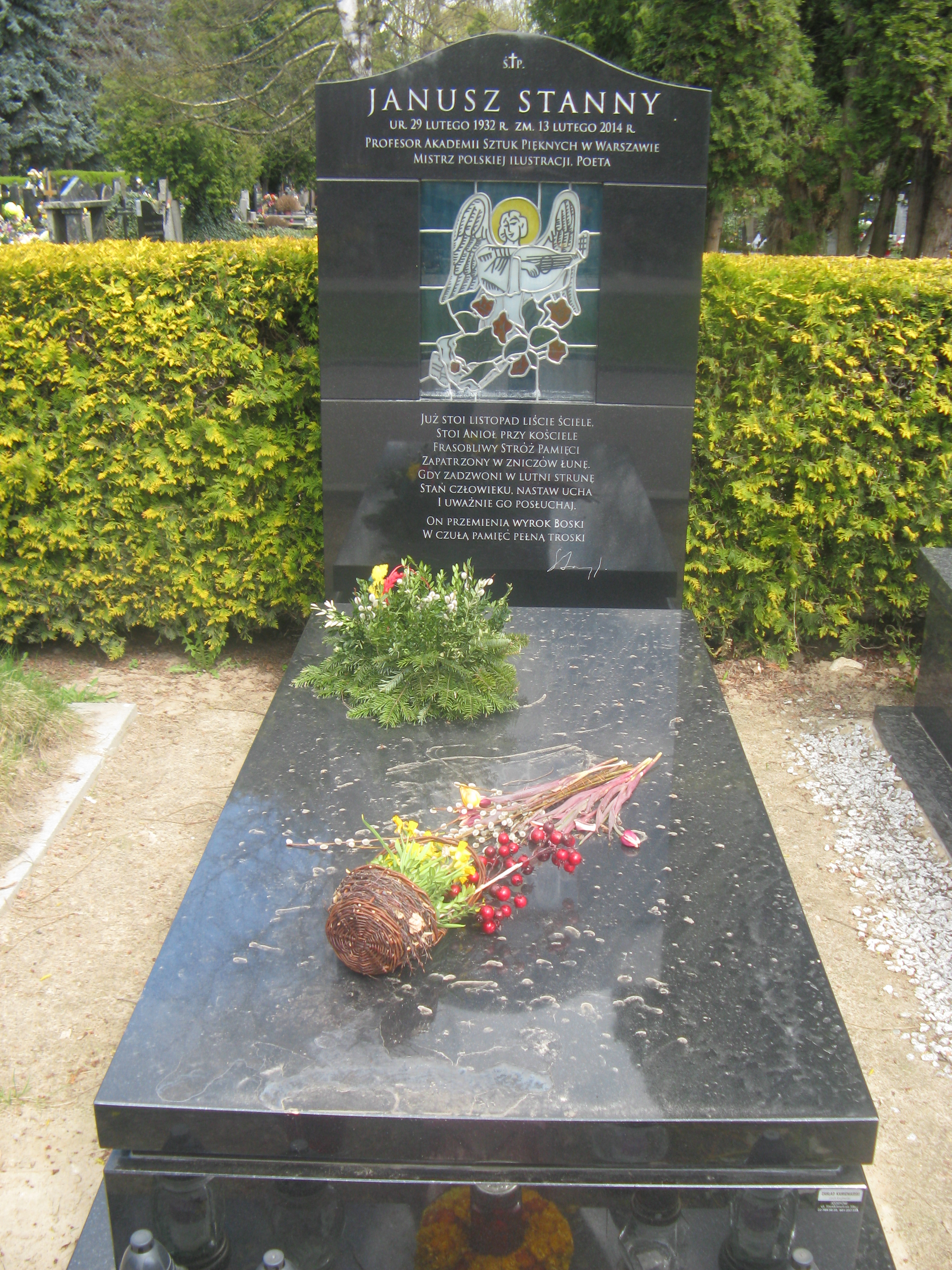
Grób prof. Janusza Stannego na Cmentarzu Wojskowym na Powązkach w Warszawie

Janusz Stanny (ur. 29 lutego 1932 w Warszawie, zm. 13 lutego 2014 tamże) – polski grafik, plakacista, ilustrator, rysownik, karykaturzysta. W latach 1986–2005 profesor Akademii Sztuk Pięknych w Warszawie.

## Życiorys
W latach 1951–1957 studiował na Wydziale Grafiki Akademii Sztuk Pięknych w Warszawie; dyplom uzyskał w pracowni plakatu u Henryka Tomaszewskiego w 1957 roku. 
Był  autorem m.in. ilustracji do Pana Tadeusza, Biblii, Bajek La Fontaine’a, Don Kichota i Baśni H. Ch. Andersena. Był także autorem opracowań plastycznych filmów animowanych. Publikował swoje prace w „Gazecie Wyborczej”.
Został pochowany w Alei Zasłużonych na cmentarzu Wojskowym na Powązkach w Warszawie (kwatera FIV-tuje-9).

## Nagrody i wyróżnienia (m.in.)
- 1966 – II nagroda w konkursie w Buenos Aires za ilustracje do Don Kichota M.Cervantesa,
- 1968 – „Premio Grafico” na MTK w Bolonii za ilustracje do Zaczarowanego Krawca H. Januszewskiej,
- 1971 – Złoty Medal IBA w Lipsku za projekty ilustracji do Przygód Sindbada Żeglarza B. Leśmiana,
- 1972 – Srebrny Medal na targach w Moskwie za Baśń o królu Dardanelu,
- 1975 – Medal BIB w Bratysławie za Lwy H. Januszewskiej,
- 1976 – „Premio Europeo” w Padwie za Lwy H. Januszewskiej,
- 1977 – Medal BIB w Bratysławie za Baśnie H. Ch. Andersena,
- 1996 – Grand Prix w konkursie karykatury o tematyce warszawskiej,
- 1998 – Wpis na Międzynarodową Listę Honorową IBBY za ilustracje do książki Pchła Szachrajka[2].

### Nagrody w konkursie Polskiego Towarzystwa Wydawców Książek „Najpiękniejsze Książki Roku” za ilustracje do książek
- 1965 – Przygody Sindbada Żeglarza B. Leśmiana,
- 1968 – Awantura o kapcie J. Wilkowskiego,
- 1971 – Deszczowa muzyka J.Kulmowej,
- 1975 – Ania i Ewa i Marian i Rusak i inni... M. Michałowskiej,
- 1980 – Gdybym miał konia A. Onichimowskiej,
- 1990 – Lis Przechera J. W. Goethego,
- 1996 – Rozmawiała gęś z prosięciem J. Brzechwy[2].

### Nagrody za wybitne osiągnięcia artystyczne oraz za całokształt twórczości
- 1987 – Nagroda Polskiego Towarzystwa Wydawców Książek,
- 1999 – Nagroda Ministra Kultury,
- 2002 -  Wyróżnienie tytułem Najlepszego Nauczyciela Akademickiego w I edycji Nagrody Edukacyjnej Prezydenta miasta Warszawy
- 2003 – Medal Polskiej Sekcji IBBY
- 2006 -  Medal Gloria Artis[4].

## Filmografia

### Opracowania plastyczne
- 1966 – Vendetta
- 1967 – Humoreska
- 1967 – Papieros
- 1967 – Pieniądz
- 1968 – Przeciwnik
- 1968 – Przygody Wesołego Obieżyświata
- 1969 – Mini
- 1970 – Pan Nie Wie, Kim Ja Jestem
- 1971-1973 – Miś Kudłatek
- 1972 – Och! Och!
- 1973 – Opowieść o Porcelanowym Czajniczku
- 1978 – O Biednym Achmedzie, Jego Nadobnej Córce Zubeidzie i Zakochanym Dżinie
- 1987 – Jak Jano Słońce Sprowadził
- 1988 – Wielka Pardubicka
- 1994 – Greencat Kontra Ratman
- 2005 – Folk Story
- 2010 – Twentieth Century Illustrated

### Projekty plastyczne
- 2009 – Gwiazda Kopernika

### Scenografia
- 1961 – Krokodyla Daj Mi Luby
- 1968 – Dlaczego Słoń Chciał Polecieć Na Księżyc

### Założenia plastyczne
- 1970 – Kochajmy Straszydła
- 1983 – Straszydła